# 고교 깡돌이
"고교 깡돌이"는 한국에서 제작된 심우섭 감독의 1977년 영화이다. 김정훈 등이 주연으로 출연하였고 김용덕 등이 제작에 참여하였다.

## 출연

### 주연
- 김정훈
- 이옥미

## 기타
- 원작자: 천승세
- 조명: 정덕규